# Hangzhou Xiaoshan International Airport
Hangzhou Xiaoshan International Airport (kinesiska: 杭州萧山国际机场, Hángzhōu Xiāoshān Guójì Jīchǎng) är en flygplats i Kina. Den ligger i provinsen Zhejiang, i den östra delen av landet, omkring 26 kilometer öster om provinshuvudstaden Hangzhou.
Runt Hangzhou Xiaoshan International Airport är det tätbefolkat, med 613 invånare per kvadratkilometer. Närmaste större samhälle är Kanshan, 4,7 km sydväst om Hangzhou Xiaoshan International Airport. I omgivningarna runt Hangzhou Xiaoshan International Airport växer huvudsakligen savannskog.
Genomsnittlig årsnederbörd är 1 869 millimeter. Den regnigaste månaden är juni, med i genomsnitt 328 mm nederbörd, och den torraste är november, med 74 mm nederbörd.